# UVERworld Yokohama Arena 2012.07.08
『UVERworld Yokohama Arena 2012.07.08』（ウーバーワールド ヨコハマアリーナ 2012.07.08）は、UVERworldの7枚目のライブDVDである。2013年1月30日にgr8!records(SME)より発売された。同時に、Blu-ray Disc版も発売された。UVERworldのライブを収めたBlu-rayとしては4枚目となるものである。

## 概要
今作は、UVERworldが2012年7月8日に行った横浜アリーナでのワンマンライブの映像を収録している。Disc-1には横浜アリーナ公演の映像、Disc-2にはツアードキュメント映像が収録されている他、初回生産限定盤のみライブフォトブックが付属している。
キャッチコピーは、『「UVERworldの証明」』。

## 収録曲

### Disc-1
1. OPENING
2. KINJITO
3. GOLD
4. パニックワールド
5. 畢生皐月プロローグ
6. BABY BORN & GO
7. 勝者臆病者
8. ace of ace
9. バーベル ～皇帝の新しい服ver.～
10. AWAYOKUBA-斬る
11. いつか必ず死ぬことを忘れるな
12. 優しさの雫
13. Massive
14. 一石を投じる Tokyo midnight sun
15. 魑魅魍魎マーチ
16. 7th Trigger
17. NO.1
18. スパルタ
19. CORE PRIDE
20. MONDO PIECE

### Disc-2
- TOUR DOCUMENTARY